# 光敏电阻

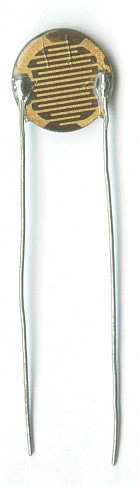
光敏电阻

光敏电阻（英語：Photoresistor），又稱光电阻、光導體、光导管，是利用光电导效应的一种特殊的电阻，它的电阻和入射光的强弱有直接关系。光强度增加，则电阻减小；光强度减小，则电阻增大。

## 原理
当有光线照射时，电阻内原本处于稳定状态的电子受到激发，成为自由电子。所以光线越强，产生的自由电子也就越多，电阻就会越小。
暗电阻：当电阻在完全没有光线照射的状态下（室温），称这时的电阻值为暗电阻（当电阻值稳定不变时，例如1kM欧姆），与暗电阻相对应的电流为暗电流。
亮电阻：当电阻在充足光线照射的状态下（室温），称这时的电阻值为亮电阻（当电阻值稳定不变时，例如1欧姆），与亮电阻相对应的电流为亮电流。
光电流 = 亮电流 - 暗电流

## 优缺点

### 优点
- 内部的光电效应和电极无关（光電二極體才有關），即可以使用交流电源。
- 靈敏度和半导体材料、以及入射光的波长有关。

### 缺点
- 受温度影响较大。
- 响应速度不快，在us到ms之间，延迟时间受入射光的光照度影响（光電二極體無此缺點，光電二極體靈敏度比光敏電阻高）。

1. ↑  Webduino. . tutorials.webduino.io.   [2024-06-24]. （原始内容存档于2023-11-29） （中文（臺灣））.